# Budcat Creations
Budcat Creations était un développeur de jeu vidéo américain basé à Iowa City, et était, avant sa fermeture, un des studios de Activision. Il a notamment produit certaines versions de Guitar Hero III: Legends of Rock, Psychonauts, et de la série de jeux de football américain Madden NFL.

## Histoire
Budcat a été créé par Jason Andersen et Isaac Burns, qui se sont rencontrés quand ils travaillaient à EA Tiburon. En 2000, ils formèrent Budcat dans le but de développer des portages de Madden NFL 2002 pour Electronic Arts.
Le studio développa des jeux de sport pour Electronic Arts, comme les séries NASCAR Thunder, NHL Hockey, ou FIFA Manager, ainsi que Psychonauts pour Majesco.
En 2005, Budcat déménage dans des nouveaux locaux basés à Iowa City dans le but d'agrandir leurs bureaux. Budcat a travaillé en partenariat avec les éditeurs Majesco Entertainment, Electronic Arts, et Activision sur divers titres avant d'être racheté par Activision Blizzard le 10 novembre 2008.
Budcat Creations est fermé par Activision Blizzard le 16 novembre 2010.

## Jeux développés
| Sortie | Titre                              | Plate(s)-forme(s)                          | Editeur         |
| ------ | ---------------------------------- | ------------------------------------------ | --------------- |
| 2009   | Band Hero                          | PlayStation 2                              | Activision      |
| 2009   | Our House Party                    | Wii                                        | Majesco         |
| 2009   | Guitar Hero 5                      | PlayStation 2                              | Activision      |
| 2009   | Guitar Hero: Metallica             | PlayStation 2, Wii                         | Activision      |
| 2008   | Guitar Hero: World Tour            | PlayStation 2                              | Activision      |
| 2008   | Guitar Hero: Aerosmith             | PlayStation 2                              | Activision      |
| 2008   | Blast Works: Build, Trade, Destroy | Wii                                        | Majesco         |
| 2007   | Guitar Hero III: Legends of Rock   | PlayStation 2                              | Activision      |
| 2007   | The New York Times Crosswords      | Nintendo DS                                | Majesco         |
| 2007   | Medal of Honor: Vanguard           | Wii                                        | Electronic Arts |
| 2007   | Arena Football: Road to Glory      | PlayStation 2                              | EA Sports       |
| 2006   | Super Nacho                        | Nintendo DS                                | Majesco         |
| 2005   | Madden NFL 06                      | PC                                         | EA Sports       |
| 2005   | Psychonauts                        | PlayStation 2, Xbox, PC                    | Majesco         |
| 2004   | Total Club Manager 2005            | Xbox, PlayStation 2                        | EA Sports       |
| 2004   | Madden NFL 2005                    | PC                                         | EA Sports       |
| 2003   | Total Club Manager 2004            | Xbox, PlayStation 2                        | EA Sports       |
| 2003   | Madden NFL 2004                    | PlayStation, Game Boy Advance              | EA Sports       |
| 2003   | NASCAR Thunder 2004                | PlayStation                                | EA Sports       |
| 2002   | NASCAR Thunder 2003                | PlayStation                                | EA Sports       |
| 2002   | Madden NFL 2003                    | PlayStation, Game Boy Advance              | EA Sports       |
| 2002   | NHL 2002                           | Game Boy Advance                           | EA Sports       |
| 2002   | Desert Strike Advance              | Game Boy Advance                           | Electronic Arts |
| 2001   | Madden NFL 2002                    | PlayStation, Nintendo 64, Game Boy Advance | EA Sports       |